# Dolichopeza gaba
Dolichopeza gaba är en tvåvingeart som beskrevs av Günther Theischinger 2000. Dolichopeza gaba ingår i släktet Dolichopeza och familjen storharkrankar. Inga underarter finns listade i Catalogue of Life.